# Caso Roe v. Wade
O caso Roe contra Wade ou Roe v. Wade foi um litígio judicial ocorrido em 1973, no qual a Suprema Corte dos Estados Unidos decidiu que a Constituição dos Estados Unidos deveria proteger a liberdade individual das mulheres grávidas e de garantir-lhes a opção de fazer um aborto sem alguma restrição governamental. O litígio, após sua resolução final, revogou diversas leis federais e estaduais sobre aborto, e desencadeou um debate nacional nos Estados Unidos, pautando se o aborto deve ser legal e até que ponto, quem deve decidir a legalidade do aborto, quais métodos a Suprema Corte deve usar no julgamento constitucional, e qual o papel das opiniões religiosas e morais na esfera política. Roe contra Wade remodelou a política estadunidense, dividindo grande parte do país em movimentos pró-aborto e anti-aborto, ao mesmo tempo em que ativava movimentos populares de ambos os lados. A decisão de Roe contra Wade foi formalmente anulada em 24 de junho de 2022, após a nova decisão Dobbs contra Jackson Women's Health Organization por 5 votos a 4.

## História

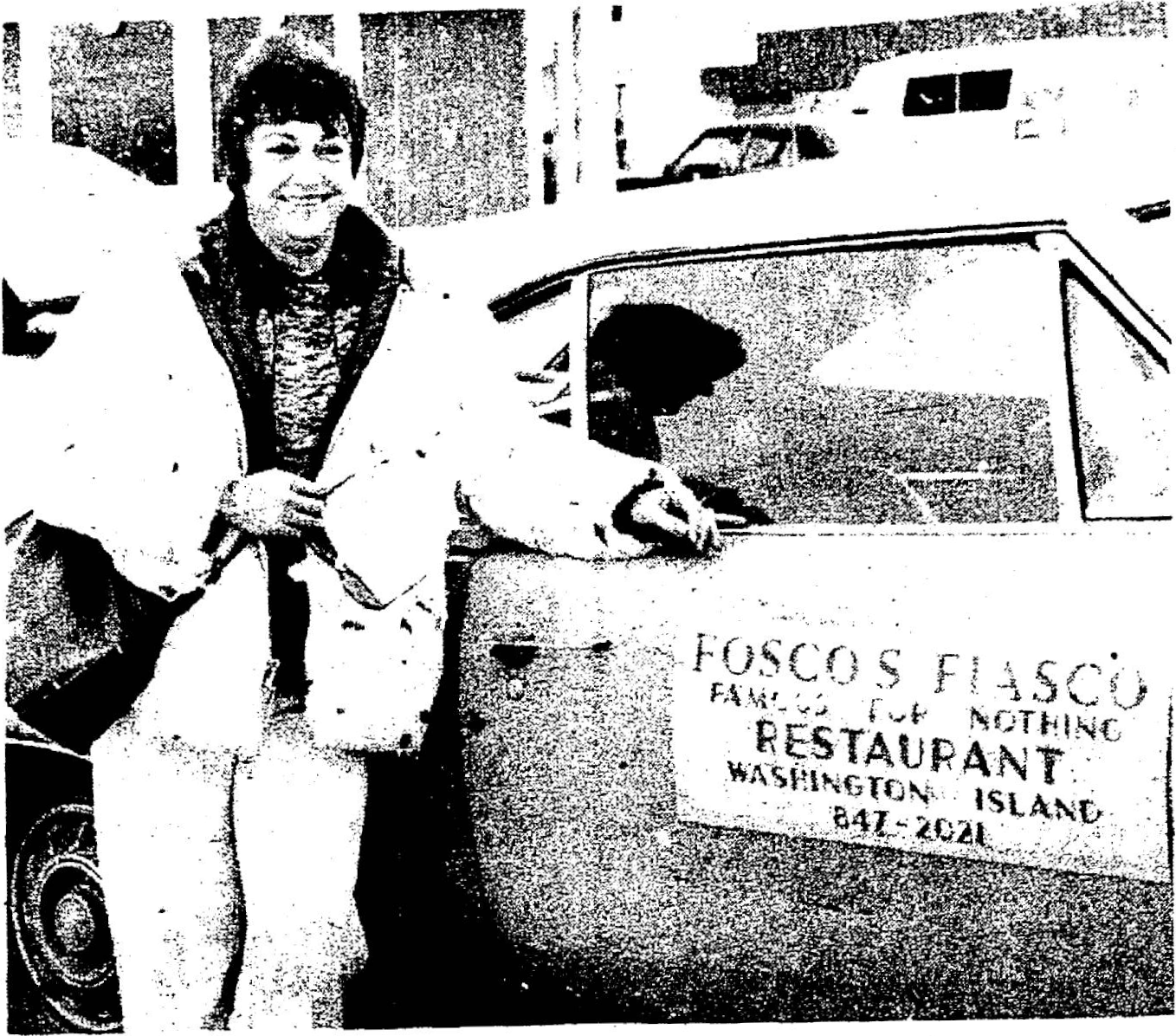
Rose Fosco foi uma oficial do Departamento de Polícia de Chicago que, até 1968, disfarçava-se e investigava clínicas de aborto clandestinas. Como oficial disfarçada, Fosco trabalhou para acabar com as redes de aborto ilegal.

Em 1970, as advogadas recém graduadas da faculdade de direito da Universidade do Texas, Linda Coffee e Sarah Weddington, abriram um processo no Texas representando Norma McCorvey. McCorvey argumentava que sua gravidez era resultado de uma violação. O fiscal de distrito do condado de Dallas, Henry Wade, que representava o Texas, que se opunha a legalização do aborto, representava a unidade federativa no caso judicial. O Tribunal do Distrito decidiu a favor de Jane Roe, porém se recusou a mudar a legislação para legalização do aborto. O caso, então, foi apelado em reiteradas oportunidades, até que chegou à  Suprema Corte dos Estados Unidos. Esta, finalmente, em 1973, decidiu que a mulher, amparada no direito à privacidade, sob a cláusula do devido processo legal, da décima quarta emenda, podia decidir por si mesma a continuidade ou não da gravidez. Esse direito à privacidade era considerado um direito fundamental sob a proteção da Constituição dos Estados Unidos, e portanto nenhum dos entes federativos podia legislar contra ele. Jane Roe deu à luz sua filha enquanto o caso ainda não havia sido decidido e o bebê foi encaminhado para adoção.
Roe contra Wade, finalmente foi decidido pelo Suprema Corte dos Estados Unidos, dando lugar a uma decisão histórica em matéria de aborto. Segundo Harry Blackmun, que escreveu o relatório final da decisão, a maioria das leis contra o aborto nos Estados Unidos violavam o "direito constitucional à privacidade, garantido sob a cláusula do devido processo legal da décima quarta emenda [da Constituição dos Estados Unidos]". A decisão obrigou a modificar-se todas as leis federais e estaduais que proscreviam ou restringiam o aborto e que eram contrárias à decisão.

### Revogação
Com a nova configuração conservadora da Suprema Corte, estimava-se que Roe contra Wade fosse revogada total ou parcialmente a partir de 2021 através do julgamento do caso Dobbs contra Jackson, permitindo novamente a criminalização do aborto pelos estados americanos. Em 24 de junho de 2022, a Corte finalmente deu seu parecer, completamente revertendo Roe contra Wade. O juíz Samuel Alito afirmou para justificar seu voto: "Nós sustentamos que [as decisões] Roe e Casey devem ser anuladas. A Constituição não faz referência ao aborto, e tal direito não é implicitamente protegido por qualquer disposição constitucional". A reversão da decisão não automaticamente reverteu o direito ao aborto nos Estados Unidos, mas simplesmente abriu a brecha legal para os estados abolirem o direito de forma independente.

### Pesquisas de opinião pública

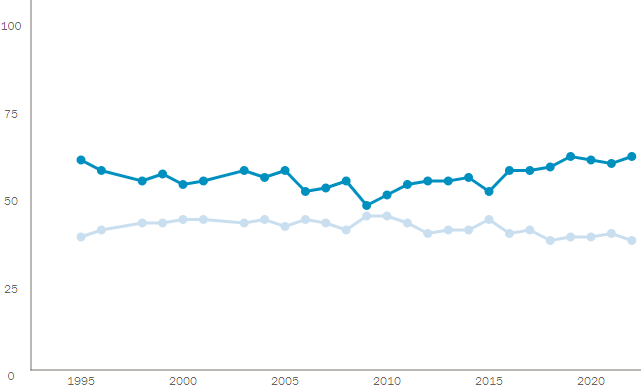
Estadunidenses a favor da legalização do aborto em todos ou na maioria dos casos
Estadunidenses contra a legalização do aborto em todos os casos

Segundo diversas pesquisas realizadas pela instituição Pew Research Center entre 1995 e 2022, a maioria dos estadunidenses eram a favor do direito ao aborto nas primeiras semanas da gravidez e se opunham a ideia da Suprema Corte de reverter Roe contra Wade. Embora o apoio público ao aborto legal tenha aumentado em duas décadas de votação, ele tem se mantido relativamente estável nos últimos anos. Atualmente, 61% dos estadunidenses dizem que o aborto deve ser legal em todos ou na maioria dos casos, enquanto 37% dizem que deve ser ilegal em todos ou na maioria dos casos.

## Controvérsias
Roe contra Wade é um dos casos mais controversos e politicamente significativos da história do Suprema Corte dos Estados Unidos. Outro caso sobre a mesma matéria, Doe contra Bolton, foi decidido na mesma época. O conteúdo central de Roe contra Wade é "que o aborto deve ser permitido à mulher, por qualquer razão, até o momento em que o feto se transforme em 'viável', ou seja, torne-se potencialmente capaz de viver fora do útero materno, sem ajuda artificial". A viabilidade é alcançado por volta dos 7 meses, mas pode ocorrer antes, inclusive dentro das 24 semanas inicias. Depois desta "fronteira da viabilidade", a Corte sustentou que o aborto deve estar disponível sempre que for necessário para proteger a saúde da mulher, o que a Corte definiu amplamente no caso Doe contra Bolton.
Os críticos de Roe argumentam que a decisão é ilegítima por que desvia-se do texto e da história da Constituição, impondo a política do aborto a todos os Estados Unidos. Outra crítica argumenta que a opinião da maioria não pode reconhecer os direitos da vida fetal da concepção em diante. Os partidários de Roe, por sua vez, descrevem Roe contra Wade como vital para a preservação da igualdade dos direitos da mulher, de sua privacidade e de sua liberdade pessoal. O caso Roe contra Wade é o caso emblemático sobre o aborto, até os dias atuais, pelos questões que levanta. Entre elas: quando e em que medida o aborto deve ser considerado ilegal; quem deve decidir se o aborto é ou não ilegal; que métodos deve usar o Supremo Tribunal quando estiver adjudicando direitos constitucionais; e que papel podem ter os enfoques religiosos e morais particulares na esfera pública. Roe contra Wade transformou a política nacional e internacional, dividindo o país e o mundo em pro-Roe e anti-Roe, (movimentos conhecidos, respectivamente, na lusofonia como pró-escolha e pró-vida) inspirando um forte ativismo de ambos os lados.

### Falsa acusação de estupro
Em 1987, McCorvey admitiu que, na realidade, não havia sido violada por uma gangue, tal como havia declarado. Sarah Weddington, a advogada que litigou o caso Roe vs. Wade no Supremo Tribunal, explicou em um discurso dado no  Instituto de Ética da Educação, em Oklahoma, por que se utilizara das falsas acusações de estupro até chegar ao Supremo Tribunal: "Minha conduta pode não ter sido totalmente ética. Mas eu fiz por que pensei que havia boas razões".

### Financiamento do julgamento
Hugh Hefner, fundador da Playboy, reconheceu seu financiamento para o julgamento: "Provavelmente a Playboy esteve mais envolvida em Roe contra Wade do que qualquer outra companhia. Nós fornecemos fundos para os primeiros casos, e além disso escrevemos o amicus curiae no caso Roe".